# Nacimiento de San Francisco de Asís (Juan de Alfaro)
Nacimiento de San Francisco de Asís, también llamada Nacimiento de San Francisco, es una pintura del artista español Juan de Alfaro y Gámez. 

## Historia y descripción
Fue encargado por los franciscanos del convento de San Pedro el Real de Córdoba (España), siendo esta pintura la primera de un conjunto sobre la vida de San Francisco de Asís. Tras la desamortización de Mendizábal, el lienzo fue trasladado al convento de Santa Cruz. Posteriormente fue adquirido por la Junta de Andalucía para su exposición en el Museo de Bellas Artes de Córdoba, donde se conserva actualmente.